# Bernardo Scammacca
Bernardo Scammacca (Catania, 1430 – Catania, 11 gennaio 1487) è stato un religioso italiano. Sacerdote dell'Ordine dei Frati Predicatori, il suo culto come beato è stato confermato da papa Leone XII nel 1825.

## Biografia
Figlio del senatore Matteo e della nobile Angela de' Rossi, alla nascita gli fu imposto il nome di Antonio: all'età di diciassette anni ricopriva già la carica di catapano. Tra il 1448 e il 1449 si scontrò in duello con Ferdinando Platamone, figlio del viceré di Sicilia, e rimase gravemente ferito a un femore: bandito dalla città, maturò una profonda crisi spirituale e, tornato a Catania, iniziò a frequentare la chiesa dei domenicani.
Abbracciò ventiduenne la vita religiosa tra i domenicani del convento di Catania, che il beato Pietro Geremia aveva riportato all'osservanza regolare. Fu priore tra il 1466 e il 1468, poi reggente degli studi a Milano e, infine, nel 1481 fu eletto vicario generale della congregazione degli osservanti di Sicilia.
Morì all'età di 57 anni.

## Il culto
Sepolto nella chiesa di San Domenico, nel 1501 il suo corpo fu trovato incorrotto e traslato e il suo sarcofago fu infine collocato sull'altare di San Vincenzo. Il suo breviario è conservato tra le reliquie insigni della biblioteca domenicana di Bologna.
Papa Leone XII, con decreto dell'8 marzo 1825, ne confermò il culto con il titolo di beato.
In arte il beato è raffigurato con strumenti di penitenza, con lo sguardo estatico in contemplazione di uno stormo di uccelli.
Il suo elogio si legge nel martirologio romano all'11 gennaio.